# Villette (Île-de-France)
Villette è un comune francese di 526 abitanti situato nel dipartimento degli Yvelines nella regione dell'Île-de-France.

## Geografia fisica
Il suo territorio è bagnato dal fiume Vaucouleurs.

## Società

### Evoluzione demografica
Abitanti censiti